# Champey-sur-Moselle
Champey-sur-Moselle is een gemeente in het Franse departement Meurthe-et-Moselle (regio Grand Est) en telt 312 inwoners (2005). De plaats maakt deel uit van het arrondissement Nancy.

## Geografie
De oppervlakte van Champey-sur-Moselle bedraagt 2,4 km², de bevolkingsdichtheid is 130,0 inwoners per km².
De onderstaande kaart toont de ligging van Champey-sur-Moselle met de belangrijkste infrastructuur en aangrenzende gemeenten.

## Demografie
Onderstaande figuur toont het verloop van het inwonertal (bron: INSEE-tellingen).